# Честна употреба
Честната употреба (понякога превеждано и като „добросъвестно използване“, на английски: fair use) е правна доктрина, използвана в законодателството на САЩ, която установява правила за нелицензираното, но законно използване на материал със запазени авторски права. За да се разбере какво попада под закрилата на честната употреба се използват четири критерия, свързани с (1) целта на използването, (2) вида защитен материал, (3) използваната относителна част от материала и (4) ефекта на използването, доколкото той може да се измери с пазарната си стойност.
Подобни уредби съществуват и в други западни законодателства под подобно заглавие (от англ. fair dealing).